# Everingen
Everingen is een plaats en voormalige gemeente in de Duitse deelstaat Saksen-Anhalt en maakt deel uit van de gemeente Oebisfelde-Weferlingen in de Landkreis Börde.
Everingen telt 182 inwoners.

## Galerij

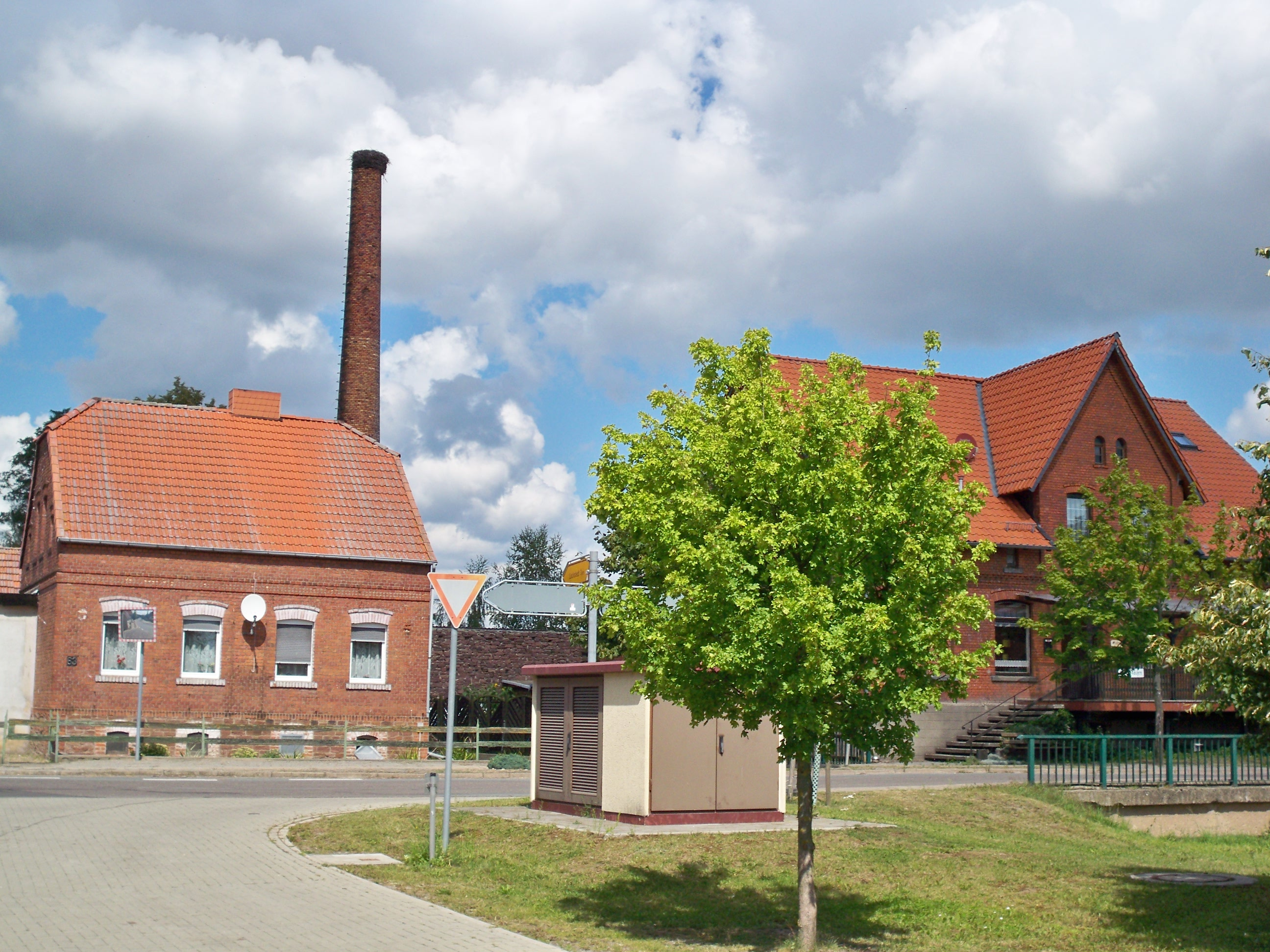
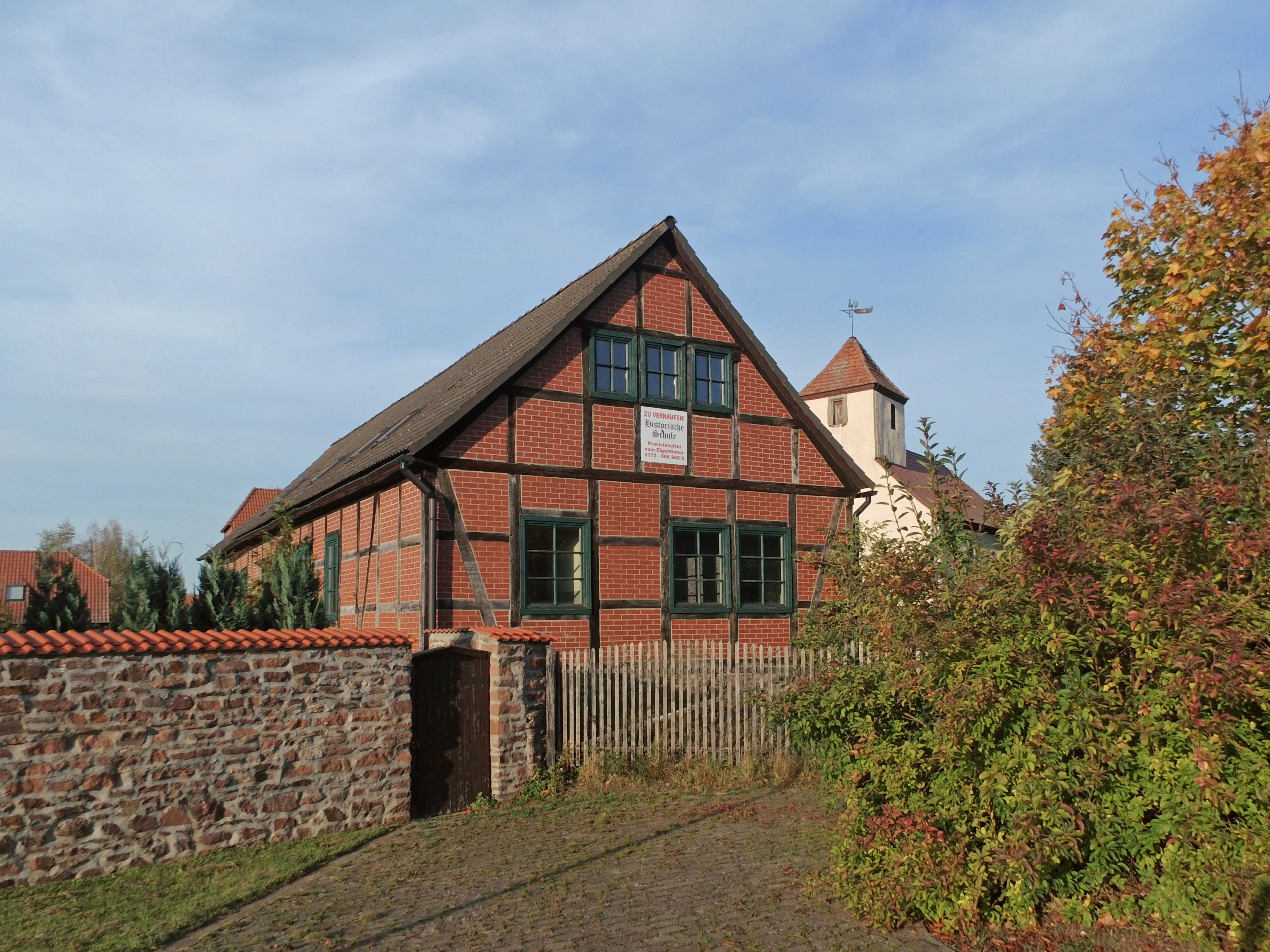
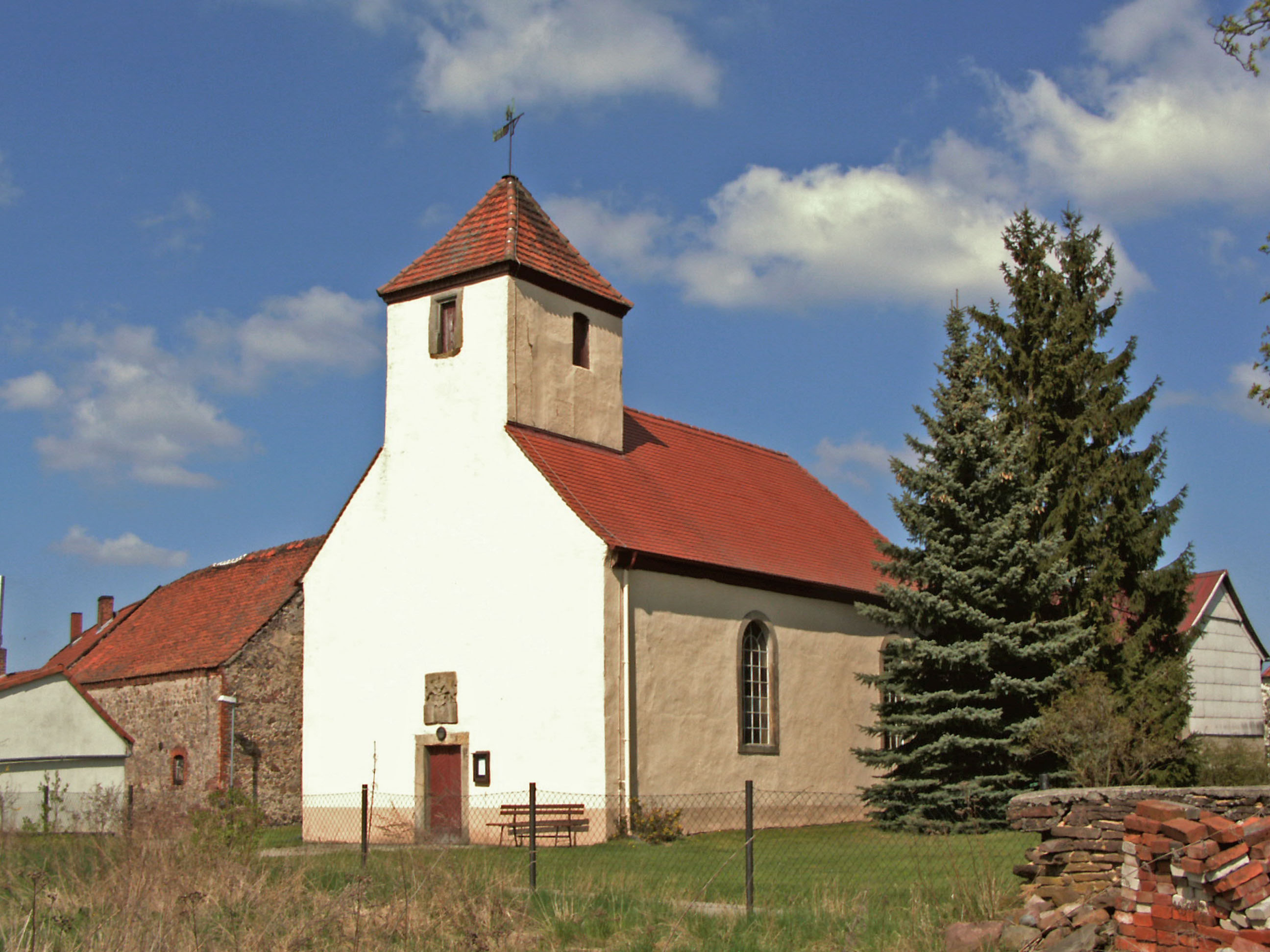